# Британська література
Британська література — це література Англії, Шотландії, Уельсу, Північної Ірландії, а також острова Мен і Нормандських островів.

## Англійська література

### Англо-латинська література

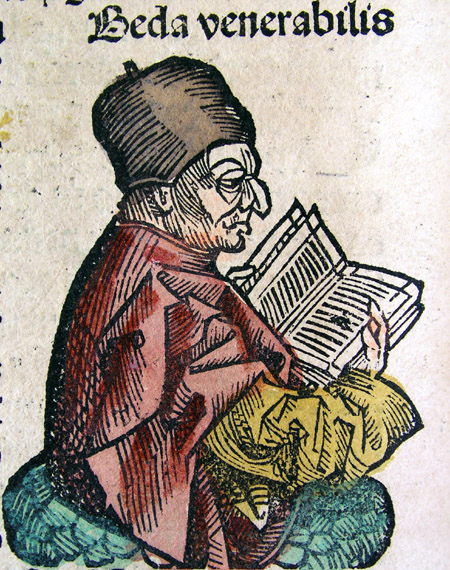
Беда Преподобний. Ілюстрація з Нюрнберзької хроніки. XV ст.

Беда Преподобний написав дуже багато цінних для його часу коментарів до Святого Письма, крім того — гомілії, житія деяких святих, гімни, епіграми, твори з хронології й граматики. Повні зібрання його творів видано в Парижі (1544 і 1554), Базелі (1563) і Кельні (1612 і 1688). Головний його твір, неупереджено оброблений за літописами «Historia ecclesiastica gentis Anglorum» у 5 книгах, перекладений Альфредом Великим на англосаксонську мову, залишається одним з найважливіших джерел найдавнішої історії Англії до 731 року. Беда ретельно і критичним чином підбирав джерела для своєї історії.
Для хронології важливий твір Беди «De sex aetatibus mundi», в якому він уперше ввів літочислення Діонісія Малого до і після різдва Христового, прийняте потім у більшості середньовічних літописів.
Він також вніс зміни в Вульгату, і його версія офіційно використовувалася католицькою церквою до появи Нової Вульгати в 1979 році. Біда христианізував небесне склепіння, замінивши назви сузір'їв і зодіакальних знаків іменами святих і апостолів. Також вигадав імена трьох волхвів, які відвідували немовляти Ісуса — Каспар, Балтазар і Мельхіор, заодно давши їм батьківщину і опис. У Біблії ні кількість, ні імена волхвів не згадуються, проте завдяки Беді стали християнськими традиціями.

### Староанглійська література

#### Староанглійська поезія
Найдавніші твори писані віршами; рід віршування той самий, що й у Німеччині, заснований на римі (Stabreim) і алітерації. В основному староанглійська поезія дійшла до нас в чотирьох рукописах X ст.: це Ексетерська книга, так званий «Кодекс Беовульфа» (Codex Vitellius), Верчельська книга і Codex Junius.

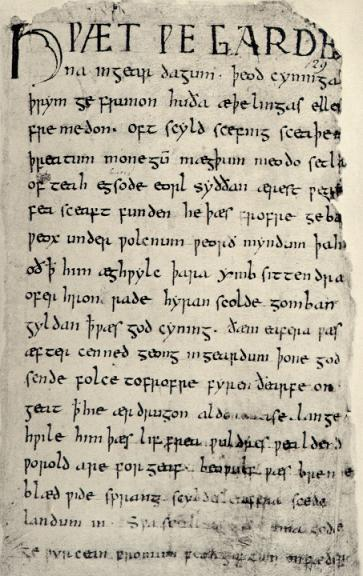
Беовульф з Кодексу Новела — перша сторінка

З дохристиянських часів залишилася деяка кількість заклинань, уривки народних богатирських пісень, таких як «Вальдере» тощо; на першому ж місці стоїть «Беовульф».
Християнськими письменниками залишено велику кількість творів, в яких оброблено біблійні та легендарні сюжети; між ними вирізняються твори «Кедмона», а також і ті, які приписуються Кіневульфу. Треба ще згадати переклади псалмів, гімнів, обробку в віршах творів Боеція тощо.

#### Староанглійська проза
Між прозовими творами найдавнішими є збірники законів, які сходять до VII ст. (Р. Шмід, «Die Gesetze der Angelsachsen. In der Ursprache mit Uebersetzungen usw» (Лейпц., 1832; 2 вид. 1858 р.). З творів історичного характеру відомий вільний переклад Орозія і церковної історії Беди, виконаний Альфредом, а також англосаксонську хроніку, що охоплює час до 1164 р і збереглася в численних списках.
До галузі богослов'я належать: переклад Альфреда твору «Cura pastoralis», написаного Григорієм; переробка Верфертом «Діалогу» Григорія, потім багате зібрання проповідей Ельфріка, енсгамського абата, який жив у кінці X і в XI столітті; також сюди належать переклади Святого Письма західно-саксонською і північно-умбрійською говірками.
З давніх збірок прислів'їв і приказок, колись вельми популярних між англосаксонців, деякі також дійшли до нас.
Повісті і романи збереглися у вигляді розповіді про Аполлонія Тирського, листів Олександра Македонського Арістотелю та ін.

### Англійська література середньовіччя

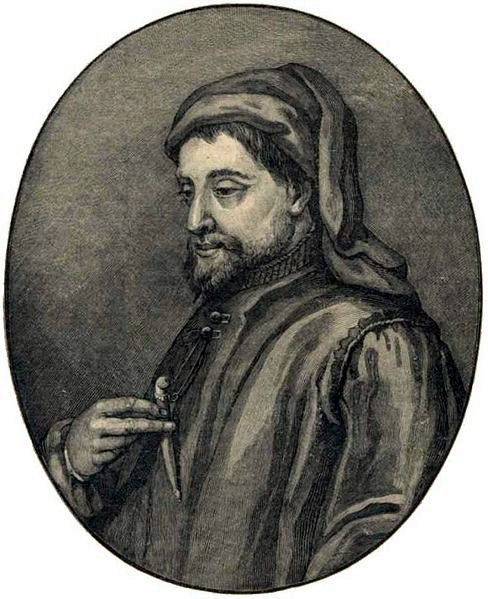
Джеффрі Чосер

Найбільшим англійським письменником XIV століття був Джеффрі Чосер (1340–1400), автор знаменитих «Кентерберійських оповідань». Чосер одночасно завершує епоху англо-норманської і відкриває історію нової англійської літератури.
Всьому багатству й різноманітності думки і почуттів, тонкощам і складності душевних переживань, що характеризують попередню епоху, він дав вираження англійською мовою, завершивши досвід минулого і вловивши прагнення майбутнього. Серед англійських діалектів він затвердив панування лондонського діалекту, мови, якою розмовляли в цьому великому торговому центрі, де знаходилася резиденція короля й обидва університети.
Але не тільки він був засновником нової англійської мови. Чосер робив спільну справу зі своїм знаменитим сучасником Джоном Вікліфом (1320–1384). Вікліф примикає до викривальної літературі, спрямованої проти духовенства, але він, попередник Реформації, йде далі, перекладає Біблію англійською мовою, звертається до народу в своїй боротьбі з папством. Вікліф і Чосер своєю літературною діяльністю викликають інтерес до земної природи людини, до особистості.
У наступному столітті помітно великий інтерес до живої народної поезії, яка існувала вже і в XIII, і в XIV століттях. Але в XV столітті ця поезія виявляє особливо активне життя, і найбільш старовинні зразки її, що збереглися до нашого часу, належать цьому століттю. Великою популярністю користувалися балади про Робіна Гуда.

### Вік Єлизавети

#### Вільям Шекспір

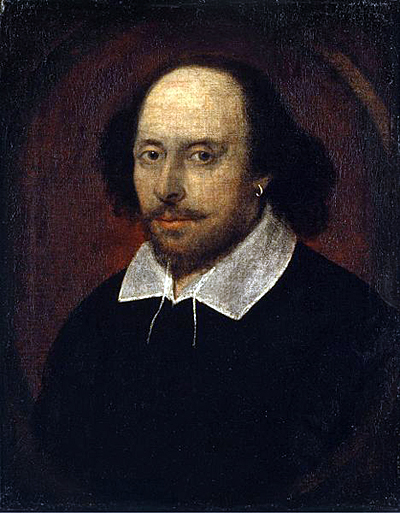

Вільям Шекспір (англ. William Shakespeare ; 26 квітня 1564 (хрещення), Стратфорд-на-Ейвоні, Англія — 23 квітня 1616, там само) — англійський поет і драматург, часто вважається найбільшим з англомовних письменником і одним з кращих драматургів світу. Часто іменується національним поетом Англії. Його роботи, що дійшли до нас, включно з деякими, написаними спільно з іншими авторами, складають 38 п'єс, 154 сонетів, 4 поеми і 3 епітафії. П'єси Шекспіра перекладені всіма основними мовами і ставляться частіше, ніж твори інших драматургів.
Мова перших п'єс Шекспіра — мова, звична для п'єс даного періоду. Це стилізована мова, яка не завжди дає драматургу розкрити своїх персонажів. Поезія часто перевантажена складними метафорами і реченнями, а мова більше сприяє декламуванню тексту, ніж живий грі. Наприклад, урочисті промови «Тіта Андроніка», на думку деяких критиків, часто уповільнюють дію; мова персонажів «Двох веронців» здається неприродною.
Незабаром, однак, Шекспір починає пристосовувати традиційний стиль для своїх цілей. Початковий солілоквій з «Річарда III» сходить до розмов з собою Пороку, традиційного персонажа середньовічної драми. Разом з тим, яскраві монологи Річарда пізніше розвинуться в монологи пізніших п'єс Шекспіра. Всі п'єси знаменують перехід від традиційного стилю до нового. Протягом подальшої своєї кар'єри Шекспір об'єднує їх, і одним з найбільш вдалих прикладів змішання стилів може служити «Ромео і Джульєтта». До середини 1590-х років, часу створення «Ромео і Джульєтти», «Річарда II» і «Сну в літню ніч», стиль Шекспіра стає більш натуральним. Метафори і образні вислови все більше узгоджуються з потребами драми.
Стандартна поетична форма, яка використовується Шекспіром — білий вірш, написаний п'ятистопним ямбом.

#### Едмунд Спенсер

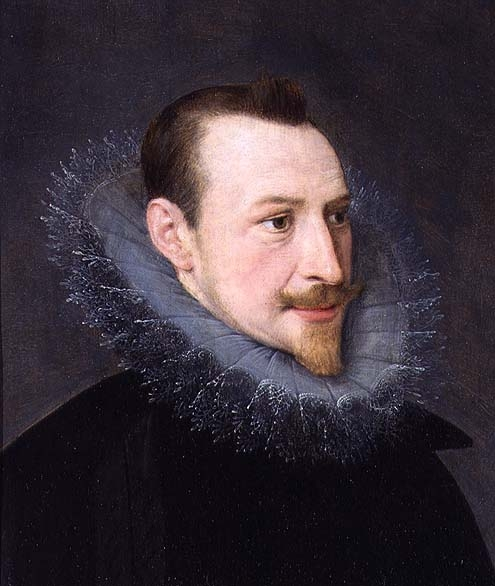
Портрет Едмунда Спенсера

Друга половина XVI століття стала епохою Відродження всіх видів мистецтв і наук в Англії, зокрема й поезії, яка ще багато в чому наслідувала італійські зразки. Філіп Сідні почав реформувати англійське віршування ще в 1570-1580-х роках, своєю творчістю породивши цілу плеяду прекрасних поетів, які отримали в літературознавстві назву «поети-єлизаветинці»: Едвард де Вер, Фулк Гревілл, Майкл Дрейтон, Семюел Деніел, Джон Девіс та інші. Але справжній розвиток англійська поезія отримала в творчості Едмунда Спенсера, який за своїм народженням призначений був відобразити в своїх блискучих творах характер цього зростання самосвідомості нації і його релігійного конфлікту в епоху королеви Єлизавети I. Незвичайна вченість поета, його чудова уяву і витончений слух дозволили генію Спенсера відповісти своєю творчістю на всі ці духовні запити англійського народу, що став на шлях розвитку і процвітання. Спенсера можна вважати родоначальником сучасної англійської поезії. У його творах англійський вірш отримав музичність, якої раніше був позбавлений. Спенсерівські рядки вражають своїм метричним різноманіттям, у всіх творах зберігаючи милозвучність, гнучкість і пластичність. Поезія Спенсера не тільки образна і піднесена, вона, перш за все, музична. Спенсерівський вірш ллється, немов гірський струмок, видзвонюючи римами, що перетікають одна в одну, вражаючи своїми алітераціями, поєднаннями слів і повторами. Стиль і віршування Спенсера відповідають ідеальному ходу його думки. Поет не намагався покращити англійську мову, але старі англійські слова, з'єднані з сучасним синтаксисом і ув'язнені в розміри, натхненні чосерівською ритмікою, «справляють на диво прекрасне враження».

#### Крістофер Марло

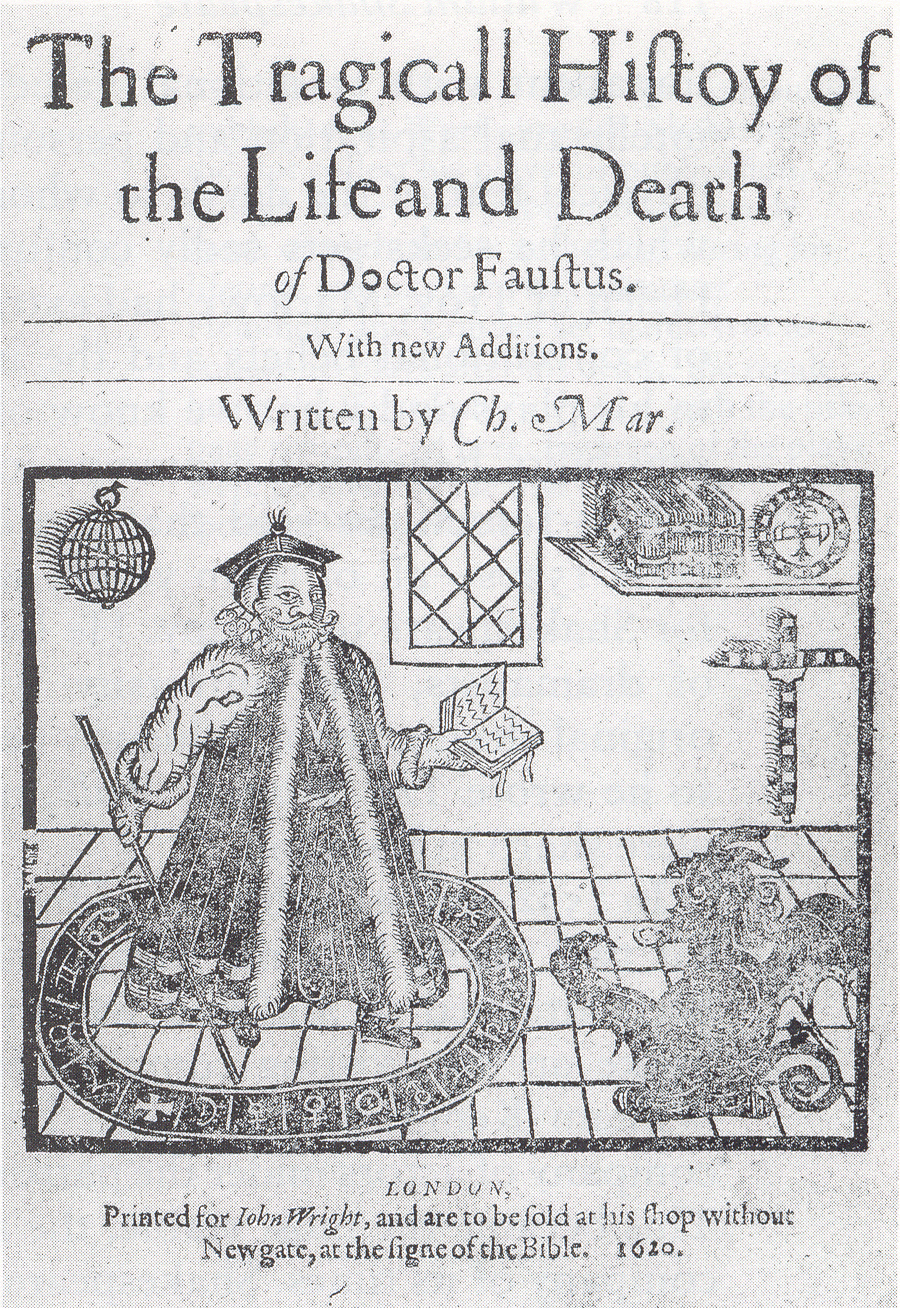
Видання «Трагічна історія життя і смерті доктора Фауста» Крістофера Марло

Марло вніс великі зміни в англійську драму. До нього тут хаотично нагромаджувалися криваві події і вульгарні блазенські епізоди. Він першим зробив спробу надати драмі внутрішньої стрункості і психологічної єдності. Марло перетворив віршовану тканину драми введенням білого вірша, яке існувало до нього лише в зародковому стані. Він почав вільніше, ніж його попередники, звертатися з наголошеними складами: трохей, дактиль, трибрахій і спондей замінюють у нього панівний у його попередників ямб. Цим він наблизив трагедію до класичної драми типу Сенеки, популярної тоді в англійських університетах. Сучасників вражав потужний, повний алітераційних повторів вірш Марло, який звучав для єлизаветинської епохи свіжо і незвично. Майкл Дрейтон назвав його натхнення «прекрасним божевіллям, яке по праву і має опановувати поетом», щоб він зміг досягти таких висот.
Головні герої творів Марло — борці з величезним честолюбством і грандіозною життєвою енергією. Вони вихлюпують свою душу в повних патетики довгих монологах, які Марло ввів у арсенал засобів єлизаветинської драми. Поет бачив справжні витоки трагічного не в зовнішніх обставинах, що визначають долю персонажів, а у внутрішніх душевних суперечностях, що роздирають велетенську особистість, яка піднялася над буденністю і розхожими нормами:
- Тамерлан, колишній пастух, з'являється на сцені в тріумфальній колісниці, яку тягнуть зубами за мотузки підкорені ним царі.
- «Мальтійський жид» на ім'я Барабас (Варавва) бореться з цілим християнським світом за визволення своєї поневоленої нації і перемагає цей світ єдиним доступним йому знаряддям — золотом.
- Фауст продає душу через жагу знань і прагнення володіти світом. Мрії і бажання Фауста — ціла програма експансії, здійснюваної руками жадібних авантюристів, які починали свою соціальну кар'єру в Британії.

Герої Марло неоднозначні, вони викликали у глядачів одночасно жах і захоплення. Він повстає проти середньовічного смирення людини перед силами природи, проти смиренного прийняття життєвих обставин. П'єси Марло були розраховані на те, щоб вражати сучасників несподіваними театральними ефектами. Наприклад, у фіналі «Мальтійського жида» на сцені з'являється гігантський котел, де головний герой виявляється зварений живцем. «Едуард II» — трагедія гомосексуала в гетеросексуальному суспільстві з численними двозначними пасажами в дусі Овідія — закінчується тим, що король гине від розпеченої кочерги, увіткненої в задній прохід.

### Вікторіанська література

#### Реалістичний роман

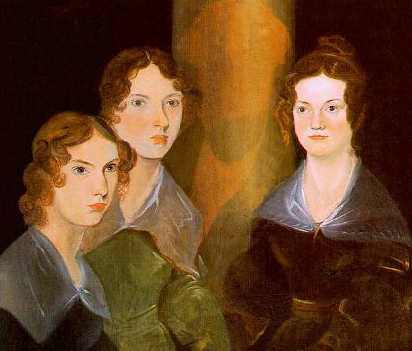
Нарівні з чоловіками найактивнішу участь у літературному житті вікторіанської Англії брали жінки

У міру того, як естетика романтизму змінюється реалістичною, а філософський позитивізм витісняє спекулятивні філософські побудови, на зміну поезії в якості основної форми літературного самовираження по всій Європі приходить довга проза. В цьому відношенні Британія не була винятком. У 1840-ті і особливо 1850-ті роки найбільш затребуваним жанром стає соціальний роман з моралізаторським ухилом.
Найбільш послідовно в цьому жанрі працювали два найбільших белетристи вікторіанської епохи — У. М. Теккерей, автор монументальної історичної сатири " Ярмарок марнославства ", і особливо Чарльз Діккенс, улюблений письменник самої королеви Вікторії і найпопулярніший автор вікторіанської Англії. Відмінні риси діккенсівських романів — живе, іноді дещо карикатурне змалювання десятків і сотень персонажів, панорамне охоплення суспільства, деяка рихлість структури, гостросюжетність з відтінком сенсаційності, велика кількість авторських відступів, схильність до щасливих розв'язок.
У тіні Діккенса і Теккерея плідно працювали багато інших талановитих белетристів. Трагічний світогляд сестер Бронте («Джейн Ейр», «Грозовий перевал», «Незнайомка з Вілдфел-Холу») наслідує традиції романтизму початку століття. Елізабет Гаскелл — приятелька і перший біограф Шарлотти Бронте — в своїх романах тяжіла до соціальної проблематики. Традиції побутового роману Джейн Остен продовжують сімейні саги Е. Троллопа. Великий успіх свого часу мали його ж політичні романи, так само як і трилогія про політиків за авторством майбутнього прем'єр-міністра Дізраелі.

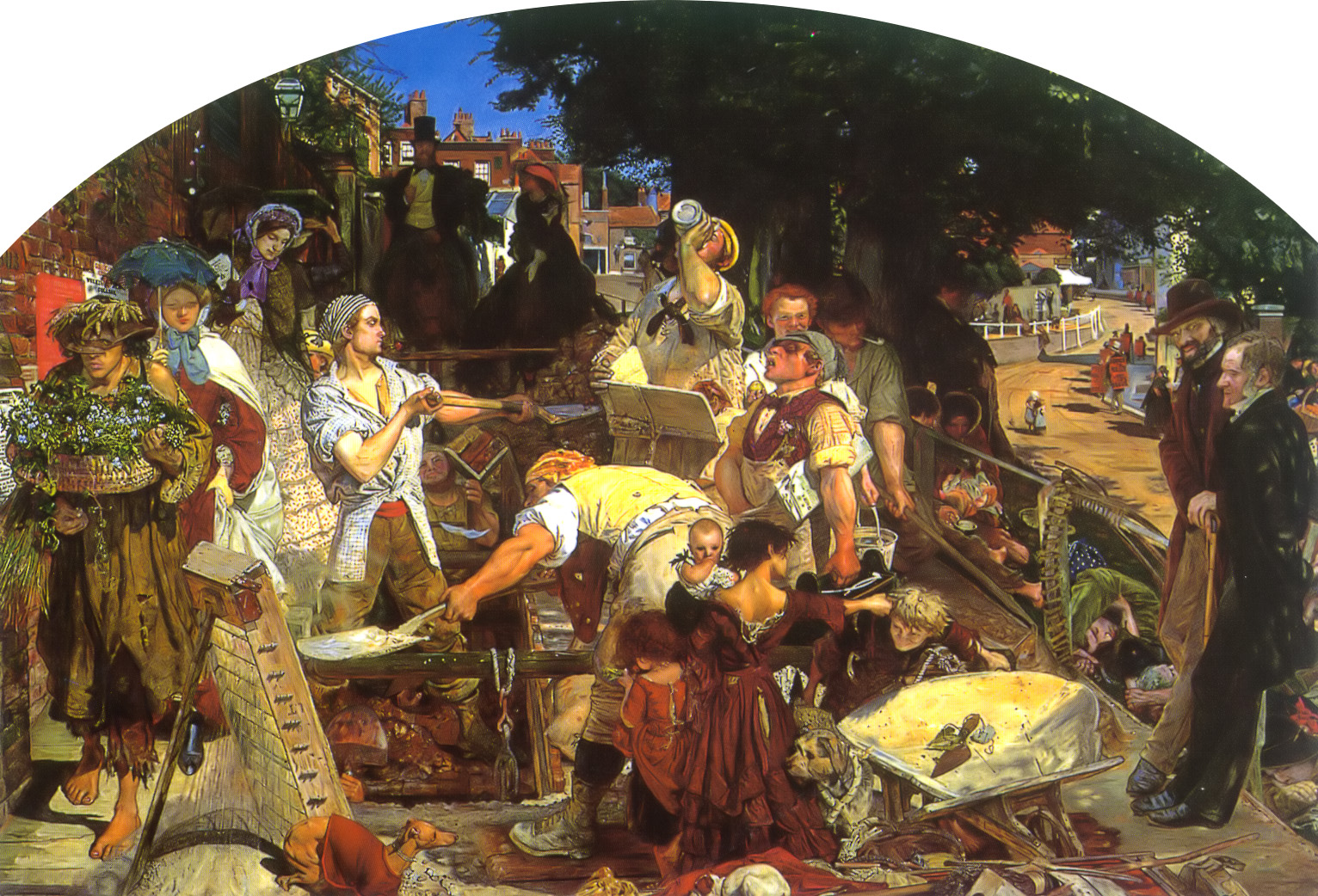
Сцена з міського життя початку 1850-х

Після смерті Діккенса в 1870 році на перший план висуваються майстри соціального роману із раціональними ухилом на чолі з Джордж Еліот. Крайнім песимізмом проникнутий цикл романів Томаса Харді про пристрасті, що вирують в душах мешканців напівпатріархального Вессекса. Джордж Мередіт — майстер тонко психологізувати комедії в прозі. Ще більш витончений психологізм відрізняє твори Генрі Джеймса, який перебрався до Англії з-за океану.

### Романтизм
В Англії романтизм багато в чому обумовлений німецьким впливом. Тут його першими представниками є поети «Озерної школи», Вордсворт і Колрідж. Вони встановили теоретичні основи свого напрямку, ознайомившись під час подорожі Німеччиною з філософією Шеллінга і поглядами перших німецьких романтиків. Для англійського романтизму характерний інтерес до суспільних проблем: сучасному суспільству вони протиставляють старі відносини, оспівування природи, простих, природних почуттів.
Яскравим представником англійського романтизму є Байрон, який, за висловом Пушкіна, «одяг у тьмяний романтизм і безнадійний егоїзм» (рос. «облек в унылый романтизм и безнадежный эгоизм»). Його творчість пройнята пафосом боротьби і протесту проти сучасного світу, оспівуванням свободи і індивідуалізму.
Також до англійського романтизму відноситься творчість Шеллі, Джона Кітса, Вільяма Блейка.

#### Роберт Бернс

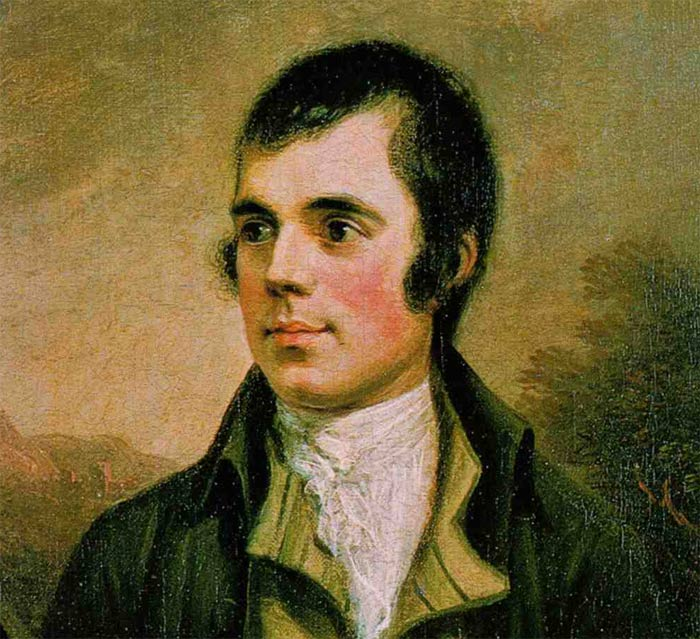
Роберт Бернс, який вважається найвідомішим шотландським поетом. Фрагмент портрета роботи Александр Несміт

#### Вальтер Скотт. Шотландія.

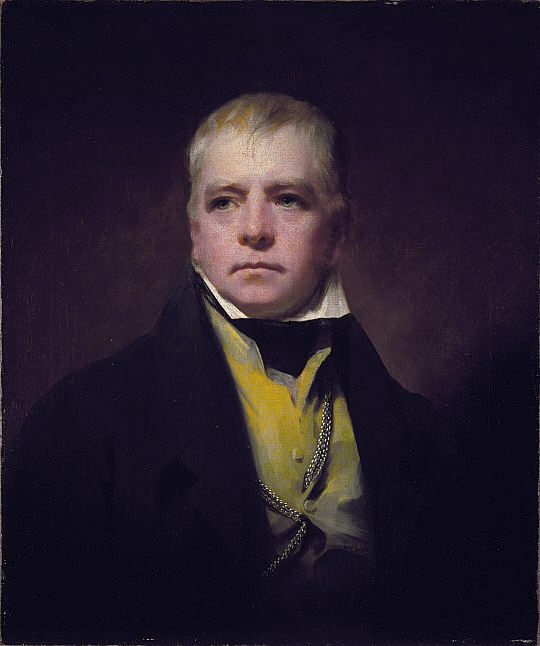
Сер Вальтер Скотт. Портрет роботи Генрі Реберна

#### Роберт Луїс Стівенсон

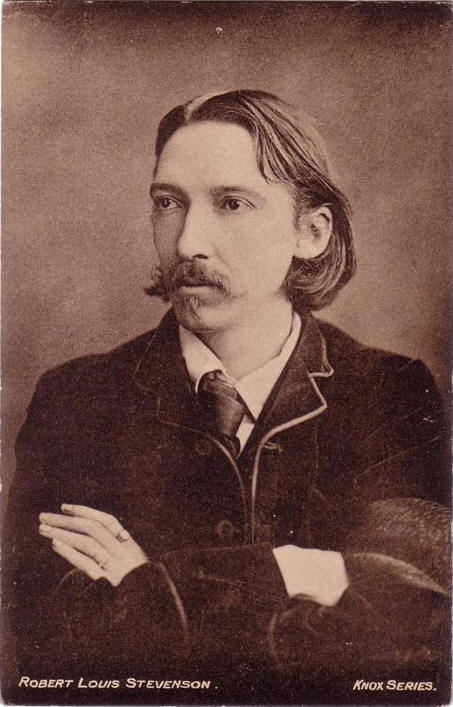
Роберт Луїс Стівенсон. 1880